# Menexenos (Sohn des Sokrates)
Menexenos (altgriechisch Μενέξενος Menéxenos; ) war einer der drei Söhne des berühmten Athener Philosophen Sokrates und seiner jüngeren Ehefrau, der sprichwörtlich gewordenen Xanthippe. (Einige Quellen nennen Myrto, die zweite Ehefrau des Sokrates, als Mutter des Menexenos.) Seine älteren Brüder waren Sophroniskos, der nach seinem Großvater väterlicherseits benannt wurde, und Lamprokles, von dem der Schriftsteller und Historiker Xenophon in seinen Erinnerungen an Sokrates (Memorabilia) berichtet.
Menexenos scheint seinen Namen nach einem jugendlichen Schüler des Sokrates erhalten zu haben, der in mehreren Dialogen Platons (Phaidon, Lysis, Menexenos) auftritt, im Sokrates-Kreis sehr beliebt und auch persönlich anwesend war, als der zum Tode verurteilte Philosoph im Gefängnis den Schierlingsbecher trinken musste. Beim Tode seines Vaters war Menexenos noch ein Kleinkind, das von seiner Mutter Xanthippe auf dem Arm gehalten werden musste. Er wurde also vermutlich um 402 v. Chr. geboren. Über seinen weiteren Lebenslauf sind keine Einzelheiten bekannt.